# Stanisław Lechner
Stanisław Ferdynand Franciszek Lechner (ur. 7 maja 1895 w Klęczanach, zm. w marcu 1970 k. Buenos Aires) – podpułkownik geograf inżynier Wojska Polskiego.

## Życiorys
Urodził się 7 maja 1895 w Klęczanach k. Nowego Sącza, w rodzinie Franciszka i Stanisławy z Wiszniewskich. W czasie I wojny światowej walczył w szeregach cesarskiej i królewskiej Armii. Na stopień podporucznika został mianowany ze starszeństwem z 1 stycznia 1916 w korpusie oficerów rezerwy artylerii polowej i górskiej. Jego oddziałem macierzystym był Pułk Artylerii Polowej Nr 12.
Do Wojska Polskiego został przyjęty z byłej armii austro-węgierskiej w stopniu porucznika. 1 grudnia 1924 został mianowany na stopień majora ze starszeństwem z 15 sierpnia 1924 i 2. lokatą w korpusie oficerów geografów.
Na stopień podpułkownika został mianowany ze starszeństwem z 1 stycznia 1936 i 1. lokatą w korpusie oficerów geografów. W marcu 1939 służył w Wydziale Triangulacyjnym Wojskowego Instytutu Geograficznego w Warszawie na stanowisku kierownika referatu obliczeniowego.
Od 1920 był mężem Janiny Jarmulskiej (ur. 1899). W 1948 wyjechał z żoną do Argentyny.

## Ordery i odznaczenia
- Złoty Krzyż Zasługi (19 marca 1937)[8][9]
- Brązowy Medal za Długoletnią Służbę (12 maja 1938)
- Znak Naukowy Oficerskiej Szkoły Topografów (11 listopada 1936)[10]

- Signum Laudis Brązowy Medal Zasługi Wojskowej z mieczami na wstążce Krzyża Zasługi Wojskowej (Austro-Węgry)
- Srebrny Medal Waleczności 2 klasy (Austro-Węgry)
- Brązowy Medal Waleczności (Austro-Węgry)
- Krzyż Wojskowy Karola (Austro-Węgry)[11]